# WTA Praga Open 2023
Praga Open 2023  (denumit Livesport Prague Open 2023 din motive de sponsorizare) a fost un turneu profesionist de tenis feminin care s-a jucat pe terenuri dure, în aer liber la TK Sparta Praha. A fost cea de-a 14-a ediție (WTA și non-WTA) a turneului și a făcut parte din circuitul WTA 2023, fiind clasificat ca turneu WTA 250. A avut loc la Praga, Republica Cehă, în perioada 31 iulie – 6 august 2023.

## Campioni

### Simplu
Pentru mai multe informații consultați WTA Praga Open 2023 – Simplu

### Dublu
Pentru mai multe informații consultați WTA Praga Open 2023 – Dublu

## Distribuția punctelor
| Probă  | C   | F   | SF  | QF | R16 | R32 | Q   | Q2  | Q1  |
| Simplu | 280 | 180 | 110 | 60 | 30  | 1   | 18  | 12  | 1   |
| Dublu  | 280 | 180 | 110 | 60 | 1   | N/A | N/A | N/A | N/A |